# Вальтер Гевара
Вальтер Гевара Арсе (ісп. Wálter Guevara Arze; 11 березня 1912 — 20 червня 1996) — болівійський державний і політичний діяч, тимчасовий президент країни у 1979 році.

## Біографія
Здобув юридичну та економічну освіту у Сполучених Штатах. 1941 року став одним із засновників парті Революційний націоналістичний рух (РНР). Після її приходу до влади в результаті революції 1952 року увійшов до складу уряду країни:
- 1952—1956 — міністр закордонних справ,
- 1956—1960 — міністр внутрішніх справ Болівії.

Як представник правого крила партії, неодноразово виступав проти ініціатив, які висувались її «лівими» членами. 1960 року створив власну Істинну революційну партію, від якої балотувався на пост президента країни, проте посів друге місце. Гевара підтримав військовий переворот, який призвів до усунення уряду РНР:
- 1967—1968 — міністр закордонних справ Болівії.

За часів правління Гуго Бансера (1971—1978) перебував в еміграції. Там він знову увійшов до керівництва РНР, оскільки його залишили більшість «лівих». На виборах 1978 року як кандидат у віце-президенти в парі з Віктором Пасом став другим. Однак, результати виборів було анульовано у зв'язку зі звинуваченнями в махінаціях. 1979 року був обраний на пост голови Сенату. У зв'язку з тим, що на загальних виборах 1979 року жоден з кандидатів на пост президента не здобув абсолютної більшості голосів, члени Національного конгресу ухвалили рішення призначити Гевару тимчасовим головою держави терміном на 1 рік. Однак його політичний курс зустрів сильний спротив правих сил. Зокрема, він намагався ініціювати розслідування кримінальних та економічних злочинів, скоєних за часів «Banzerato». Важливою стратегічною помилкою політика стала і його заява про те, що його повноваження слід продовжити на більш тривалий термін з метою подолання наслідків економічної кризи. Після цього його популярність значно впала, самого його почали критикувати. 1 листопада 1979 року група військовиків на чолі з полковником Альберто Натушем удалось здійснити державний переворот і Гевара був усунутий від посади.
Після відставки Натуша, Гевара продовжив свою роботу в Сенаті. На президентських виборах 1980 й 1985 роках підтримував Віктора Паса. 1982 року був призначений на пост Посла Болівії у Венесуелі. 1989 року балотувався на посаду віце-президента Болівії в тандемі з Гонсало Санчесом де Лосадою. Та хоч вони здобули більшість голосів, конгрес призначив главою держави Хайме Паса Самору.